# Torneo di Wimbledon 2025 - Doppio maschile per invito
Bob Bryan e Mike Bryan erano i campioni in carica, e si sono confermati sconfiggendo in finale Lleyton Hewitt e Mark Philippoussis con il punteggio di 6-1, 5-7, [10-3].

## Tabellone

### Legenda
| - Q = Qualificato - WC = Wild card - LL = Lucky loser | - ALT = Alternate - SE = Special Exempt - PR = Protected Ranking | - w/o = Walkover - r = Ritirato - d = Squalificato |

### Finale
|  | Finale |                                   |   |   |      |  |
|  |        |                                   |   |   |      |  |
|  | A1     | Bob Bryan Mike Bryan              | 6 | 5 | [10] |  |
|  | B1     | Lleyton Hewitt Mark Philippoussis | 1 | 7 | [3]  |  |

### Gruppo A
|    |                                   | Bryan       | Haas López          | Lindstedt Tecău  | Cabal Farah         | RR W–L | Set W–L | Game W–L | Standings |
| A1 | Bob Bryan Mike Bryan              |             | 6–3, 7–6(4)         | 6–3, 6–3         | 6–1, 7–6(7)         | 3–0    | 6–0     | 38–22    | 1         |
| A2 | Tommy Haas Feliciano López        | 3–6, 6(4)–7 |                     | 3–6, 6–4, [10–6] | 6(5)–7, 6–1, [8–10] | 1–2    | 3–5     | 31–32    | 3         |
| A3 | Robert Lindstedt Horia Tecău      | 3–6, 3–6    | 6–3, 4–6, [6–10]    |                  | 6–3, 3–6, [5–10]    | 0–3    | 2–6     | 25–32    | 4         |
| A4 | Juan Sebastián Cabal Robert Farah | 1–6, 6(7)–7 | 7–6(5), 1–6, [10–8] | 3–6, 6–3, [10–5] |                     | 2–1    | 4–4     | 26–34    | 2         |

La classifica viene stilata in base ai seguenti criteri: 1) Numero di vittorie; 2) Numero di partite giocate; 3) Scontri diretti (in caso di due giocatori pari merito); 4) Percentuale di set vinti o di game vinti (in caso di tre giocatori pari merito); 5) Decisione della commissione

### Gruppo B
|    |                                   | Hewitt Philippoussis | Baghdatis Malisse   | Blake Querrey    | Chardy Soares       | RR W–L | Set W–L | Game W–L | Standings |
| B1 | Lleyton Hewitt Mark Philippoussis |                      | 6–3, 3–6, [18–16]   | 5–7, 6–2, [10–7] | 6–3, 6–4            | 3–0    | 6–2     | 34–25    | 1         |
| B2 | Marcos Baghdatis Xavier Malisse   | 3–6, 6–3, [16–18]    |                     | 7–6(4), 6–2      | 6(9)–7, 6–3, [7–10] | 1–2    | 4–4     | 34–29    | 3         |
| B3 | James Blake Sam Querrey           | 7–5, 2–6, [7–10]     | 6(4)–7, 2–6         |                  | 3–6, 5–7            | 0–3    | 1–6     | 25–38    | 4         |
| B4 | Jérémy Chardy Bruno Soares        | 3–6, 4–6             | 7–6(9), 3–6, [10–7] | 6–3, 7–5         |                     | 2–1    | 4–3     | 31–32    | 2         |

La classifica viene stilata in base ai seguenti criteri: 1) Numero di vittorie; 2) Numero di partite giocate; 3) Scontri diretti (in caso di due giocatori pari merito); 4) Percentuale di set vinti o di game vinti (in caso di tre giocatori pari merito); 5) Decisione della commissione